# Орис (Болцано)
Орис је насеље у Италији у округу Болцано, региону Трентино-Јужни Тирол.
Према процени из 2011. у насељу је живело 764 становника. Насеље се налази на надморској висини од 878 м.